# Будинок-музей Фріди Кало

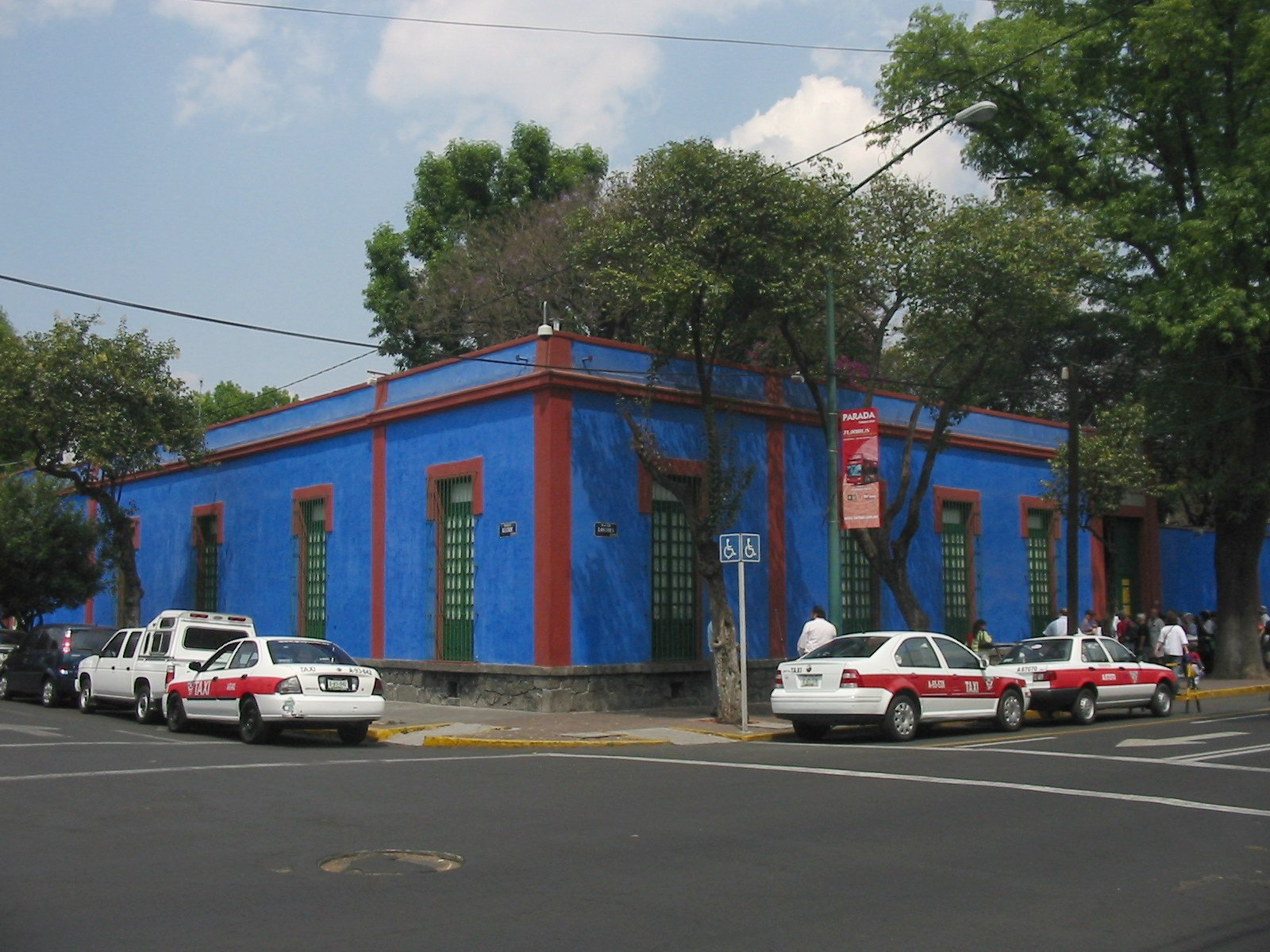
Фасад будинку-музею

Будинок-музей Фріди Кало (ісп.: Museo Frida Kahlo), також завдяки кобальтовому синьому кольору стін відомий як Блакитний дім (ісп. La Casa Azul) — історичний будинок-музей і художня галерея, присвячені життю та творчості мексиканської художниці Фріди Кало. Він розташований у Койоаканській околиці Колонія-дель-Кармен у Мехіко. У цьому будинку Фріда Кало народилася, виросла, певний час жила зі своїм чоловіком Дієґо Ріверою, тут, в кімнаті на верхньому поверсі, вона також померла. 1957 року Дієґо Рівера передав будинок з усім начинням для створення музею імені Фріди.
У музеї є зібрання мистецьких творів Фріди Кало, Дієґо Рівери та інших художників, а також твори мексиканського народного мистецтва, зібрані подружжям, доіспанські артефакти, фотографії, пам'ятки, особисті речі тощо. Колекція експонується в кімнатах будинку, які залишаються майже такими, якими були в 1950-х роках. Це найпопулярніший музей в Койоакані і один з найвідвідуваніших у Мехіко.

## Блакитний дім

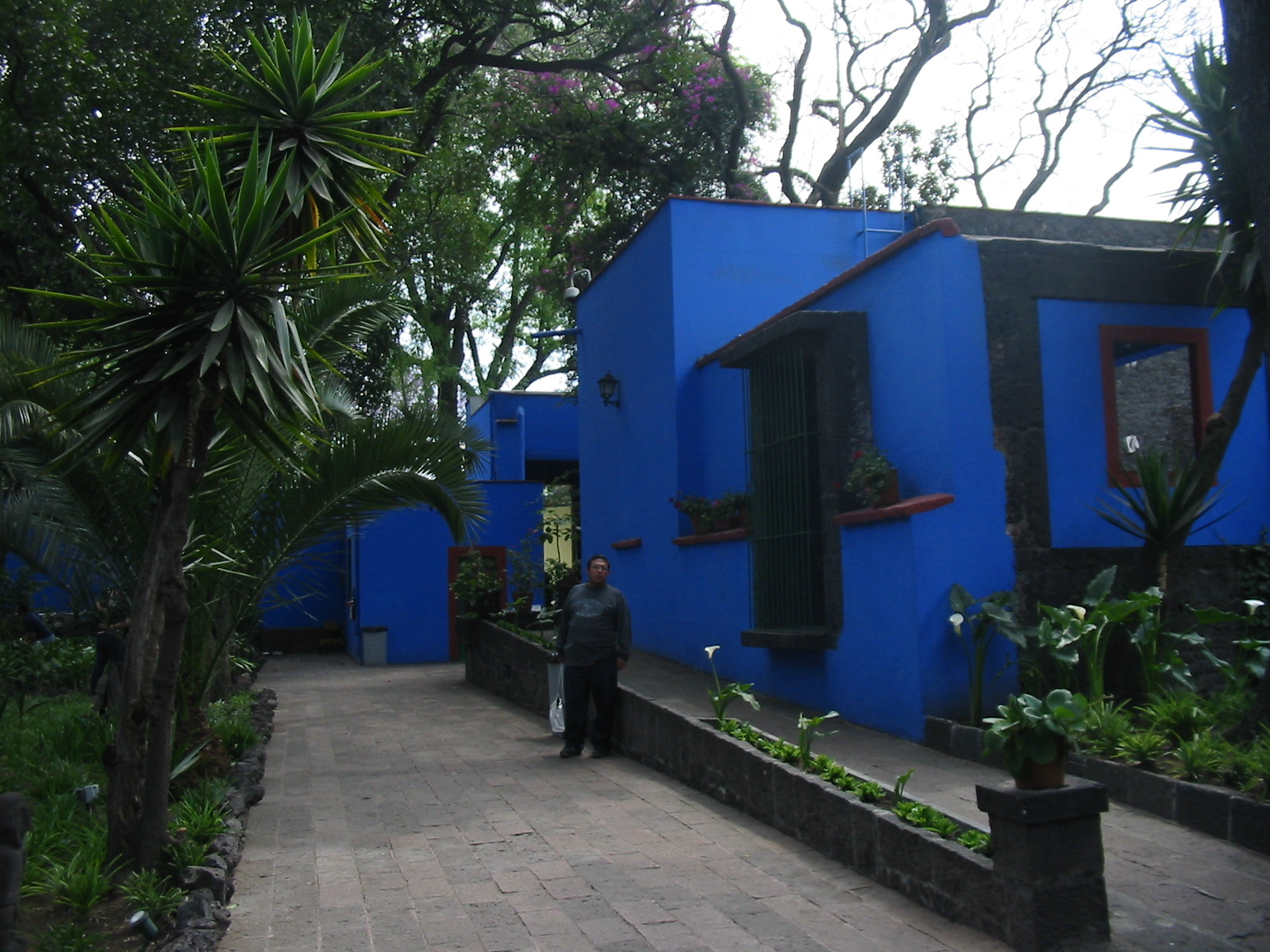
Доріжка у дворі

Будинок-музей розташований у Койоаканській околиці Колонія дель Кармен у Мехіко. Койоакан, а особливо місцевість Колонія-дель-Кармен, від 1920-х років, коли там мешкали Сальвадор Ново, Октавіо Пас, Маріо Морено та Долорес дель Ріо, мала репутацію інтелектуально-авангардного середовища. Тепер це околиця з цілою низкою музеїв. Сам будинок розташований на розі вулиць Лондрес та Альєнде, і вирізняється кобальтово-блакитним кольором стін, звідки й походить його назва «Блакитний дім» (La Casa Azul). Подібно до більшості споруд у цьому районі, за традицією колоніального часу, будинок зведений навколо внутрішнього подвір'я з патіо. Спочатку будинок оточував двір тільки з трьох сторін, та згодом обгородив його повністю, з усіх чотирьох сторін. Будинок займає 800 м² а внутрішнє подвір'я — ще 400 м². Оскільки його збудовано 1904-го року, спочатку будинок мав оздоблення у французькому стилі, але пізніше його оновили на витонченіший фасад, який можна побачити сьогодні. Будівля має два поверхи з окремими спальнями, студією, великою кухнею та їдальнею. Передпокій прикрашає мозаїка з природного каменю авторства Мардоніо Маганьї з Escuela de Pintura al Aire Libre в Койоакані, натхненна фресками з Національного Автономного Університету в Мехіко, створеними Хуаном О'Ґорманом.

## Музей
Спочатку будинок був родинним домом Фріди Кало, але з 1958 року став музеєм, присвяченим її життю та творчості. Щомісяця його відвідує близько 25 тис. осіб, це один із найвідвідуваніших музеїв Мехіко та найпопулярніше місце у Койоакані. Музей підтримується виключно продажем квитків і пожертвами.
Музей показує спосіб життя заможних мексиканських богемних митців та інтелектуалів першої половини XX століття. Вхідний квиток до Casa Azul дозволяє безкоштовно відвідати сусідній музей Анагуакаллі, який також заснував Дієґо Рівера. Згідно з записами та свідченнями, будинок сьогодні має той самий вигляд, що й у 1951 році, прикрашений мексиканським народним мистецтвом, особистою колекцією творів мистецтва Фріди Кало, великою колекцією доіспанських артефактів, традиційним мексиканським посудом, постіллю, особистими пам'ятками, як-от фотографії, листівки та листи, і роботами Хосе Марії Веласко, Пауля Клее та Дієґо Рівери. Значна частина колекції розміщена у вітринах, створених для її збереження. У музеї також є кафе і невеликий магазин сувенірів.
Музей складається з десяти кімнат. На першому поверсі розташована кімната з кількома невеликими картинами Фріди Кало, як-от «Фріда і кесарів розтин» (ісп. Frida y la cesárea), 1907—1954, «Портрет сім'ї» (ісп. Retrato de familia), 1934, «Руїна» (ісп. Ruina), 1947, «Портрет Ґільєрмо Кало» (ісп. Retrato de Guillermo Kahlo), 1952, «Марксизм подарує здоров'я» (ісп. El marxismo dará salud), 1954 (зображує, як Фріда викидає свої милиці), у центрі — акварель «Щоденник Фріди» (ісп. Diario de Frida).Спочатку ця кімната була офіційною вітальнею, де Фріда з Дієґо приймали відомих мексиканських та іноземних гостей і друзів, серед яких були Сергій Ейзенштейн, Нельсон Рокфеллер, Джордж Ґершвін, карикатурист Міґель Коваррубіас, а також актриси Долорес дель Ріо та Марія Фелікс.

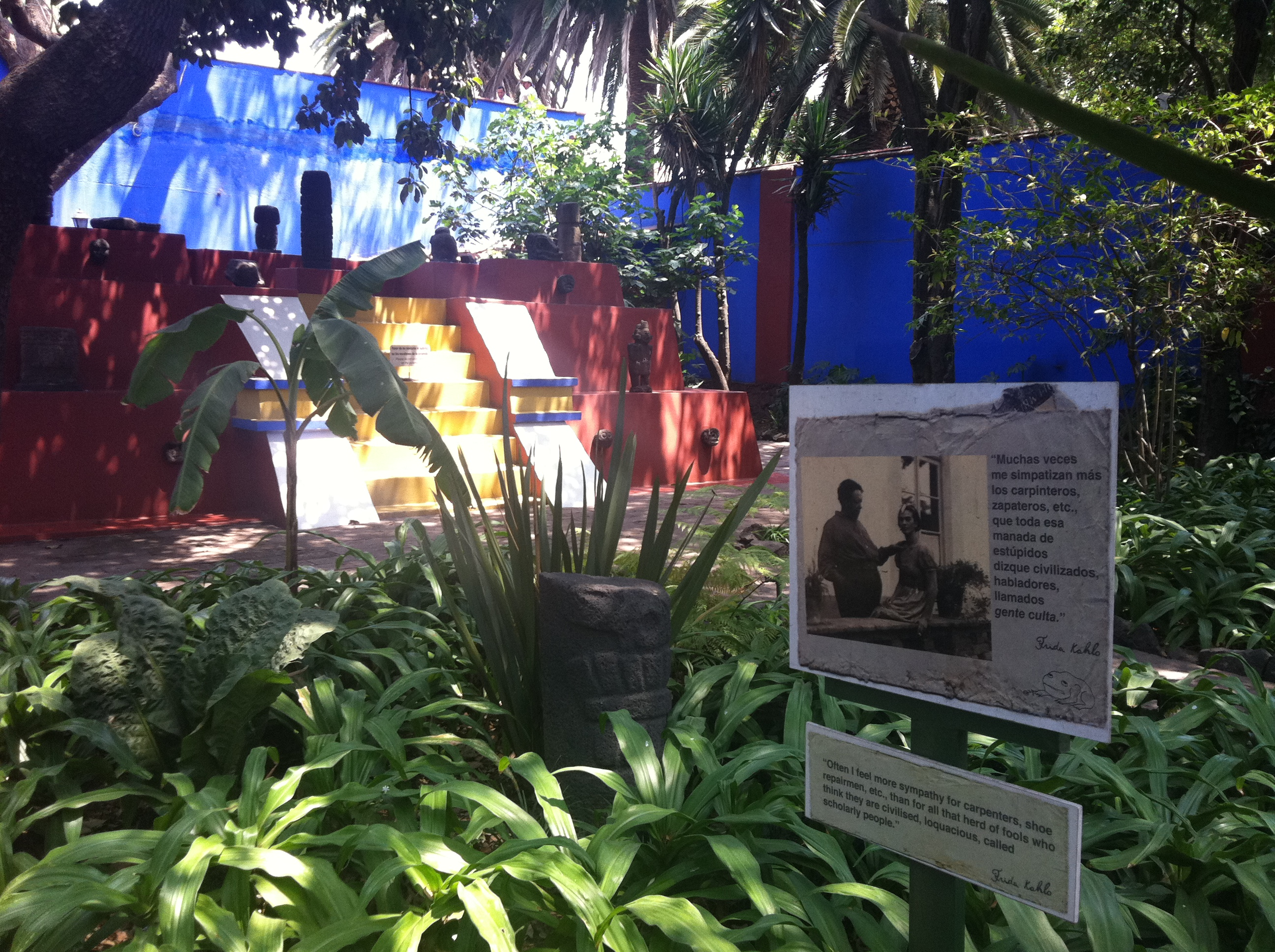
Фріда Кало Рок

Друга і третя кімнати присвячені персональним речам і пам'яткам, а також деяким творам Рівери. Друга кімната наповнена повсякденними предметами, якими користувалася Фріда, листами, фотографіями та нотатками. На стінах висять доіспанські намиста та народні сукні, особливо техуанські, які були фірмовим стилем Фріди. У третій кімнаті висять, зокрема, такі картини: «Портрет Кармен Портес Ґіл» (ісп. Retrato de Carmen Portes Gil), 1921, «Алтар до дня мертвих» (ісп. Ofrenda del día de muertos), 1943, та «Жінка з тілом-гітарою» (ісп. Mujer con cuerpo de guitarra), 1916.
У четвертій кімнаті представлені сучасні картини Пауля Клее, Хосе Марії Веласко, Хоакіна Клаузеля, Селії Кальдерон Ороско, а також скульптура Мардоніо Маґаньї. У п'ятій кімнаті є дві великі фігури Юди, фігури «(ісп. mujeres bonitos)» з Тлатілько, (штат Мехіко)), а також фігури з Теотіуаканської культури. Великі фігури Юди та інших страховиськ з пап'є-маше традиційно наповнювали феєрверками, які запалювали в суботу перед Великоднем.
Шоста і сьома кімнати — це кухня та їдальня. Обидві оформлені в класичному мексиканському стилі, з яскраво-жовтою кахляною долівкою, синьо-жовтим буфетом і довгим жовтим столом, де за словами Фрідиної сестри Рут, мисткиня проводила багато часу. Ці дві кімнати наповнені великими глиняними горщиками, тарілками, начинням, скляним посудом та іншими речами, привезеними з Метепека, Оахаки, Тлакепаке та Гуанахуато, що відомі своїми предметами ручної роботи. Серед елементів оздоблення є скелети Юди з пап'є-маше, що звисають зі стелі, і стіни з крихітними горщиками з іменами Фріди та Дієґо поруч із парою голубів, що зав'язують вузол закоханих.

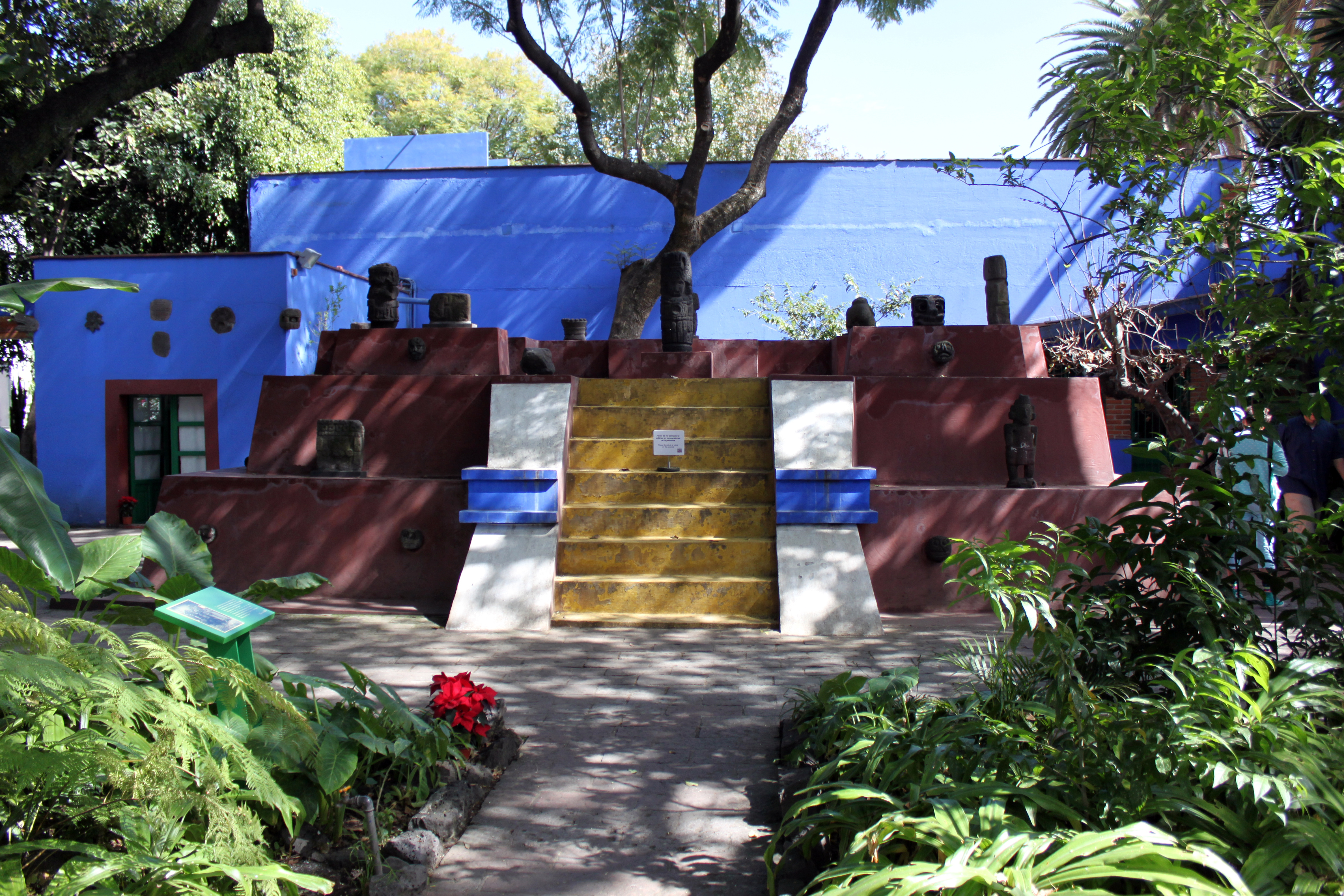
Піраміда у дворі з доіспанськими експонатами

Біля їдальні була спальня Рівери, його капелюх, куртка та робочий одяг, як і раніше, висять на вішаку. Поруч з нею йдуть сходи, що ведуть з подвір'я на другий поверх. Тут також є багато предметів народного мистецтва і близько 2 тис. вотивних картин від колоніального періоду до XX століття, інші твори колоніальної ери та ще більше фігур Юди.
У двох кімнатах другого поверху, що відкриті для відвідувачів, були остання Фрідина спальня та студія. Вони розташовані в крилі, яке збудував Рівера. Там збережено оригінальні меблі. В одному куті виставлено Фрідин прах в урні, біля неї лежить похоронна маска, деякі особисті речі та дзеркала на стелі. На її ліжку — розфарбований гіпсовий корсет, який вона змушена була носити, щоб підтримувати пошкоджений хребет, а під навісом — дзеркало, яке вона використовувала для створення багатьох своїх автопортретів. В головах ліжка висить картина мертвої дитини, в іншому кінці — фотомонтаж Йосипа Сталіна, Володимира Леніна, Карла Маркса, Фрідріха Енгельса та Мао Цзедуна. На подушці вигаптовані слова «Не забувай мене, любове моя». Фрідин інвалідний візок підсунутий до незавершеного портрету Сталіна, що стоїть на мольберті, який, як кажуть, подарував їй Нельсон Рокфеллер. Сталін став героєм для Кало після перемоги Червоної армії над нацистською Німеччиною на Східному фронті у Другій світовій війні.
Екскурсія по музею закінчується великим подвір'ям, що повністю огороджене чотирма сторонами або крилами споруди. Територія подвір'я розділена східчастою пірамідою, фонтаном і дзеркальним басейном. Вони збудовані в 40-х роках минулого століття, коли Рівера вперше переїхав у цей будинок і побудував четверте крило, що замикає дім. Стіни цього крила, що виходять у двір, прикрашені мушлями та дзеркалами. Також там є скульптури мексиканського митця Мардоніо Маґаньї. На одній зі стін у подвір'ї є напис «Фріда та Дієґо жили в цьому будинку — 1929—1954» ((ісп. Frida y Diego / vivieron en / esta casa / 1929—1954).

## Історія

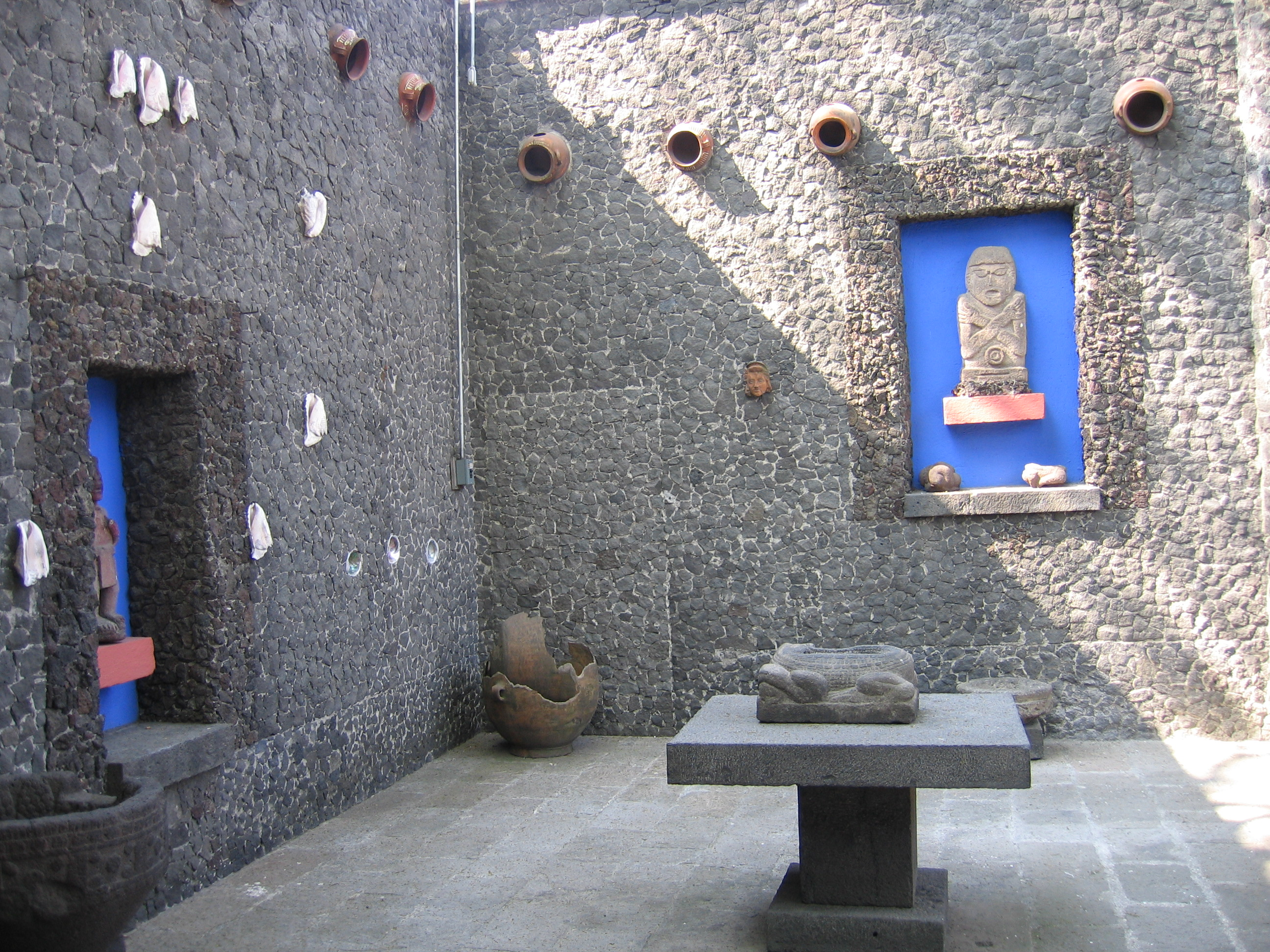
Нове крило, збудоване Дієґо Ріверою з вулканічного каменя та інкрустоване мушлями

Будинок побудований 1904 року в околиці Колонія-дель-Кармен у Койоакані, яка утворилася на землях, що колись належали Асьєнді дель Кармен, у колоніальний період були власністю кармелітів. У той час і впродовж першої половини XX століття Койоакан офіційно був частиною федерального округу Мехіко, але все ще залишався відносно сільською місцевістю, окремою від урбанізованого Мехіко. Починаючи з кінця XIX століття низка заможних жителів Мехіко побудувала заміські будинки в цьому районі, часто імітуючи колоніальні проекти минулого. Починаючи з 1920-х років Колонія-дель-Кармен стала популярною серед художників та інтелектуалів завдяки сприянню Франсиско Соса і створенню 1923 року Школи живопису під відкритим небом (ісп. Escuela de Pintura al Aire Libre) у колишньому Сан-Педро Мартір Асьєнда. Спочатку зовні будинок був оздоблений у французькому стилі, популярному в Мексиці наприкінці XIX — на початку XX століття.
.

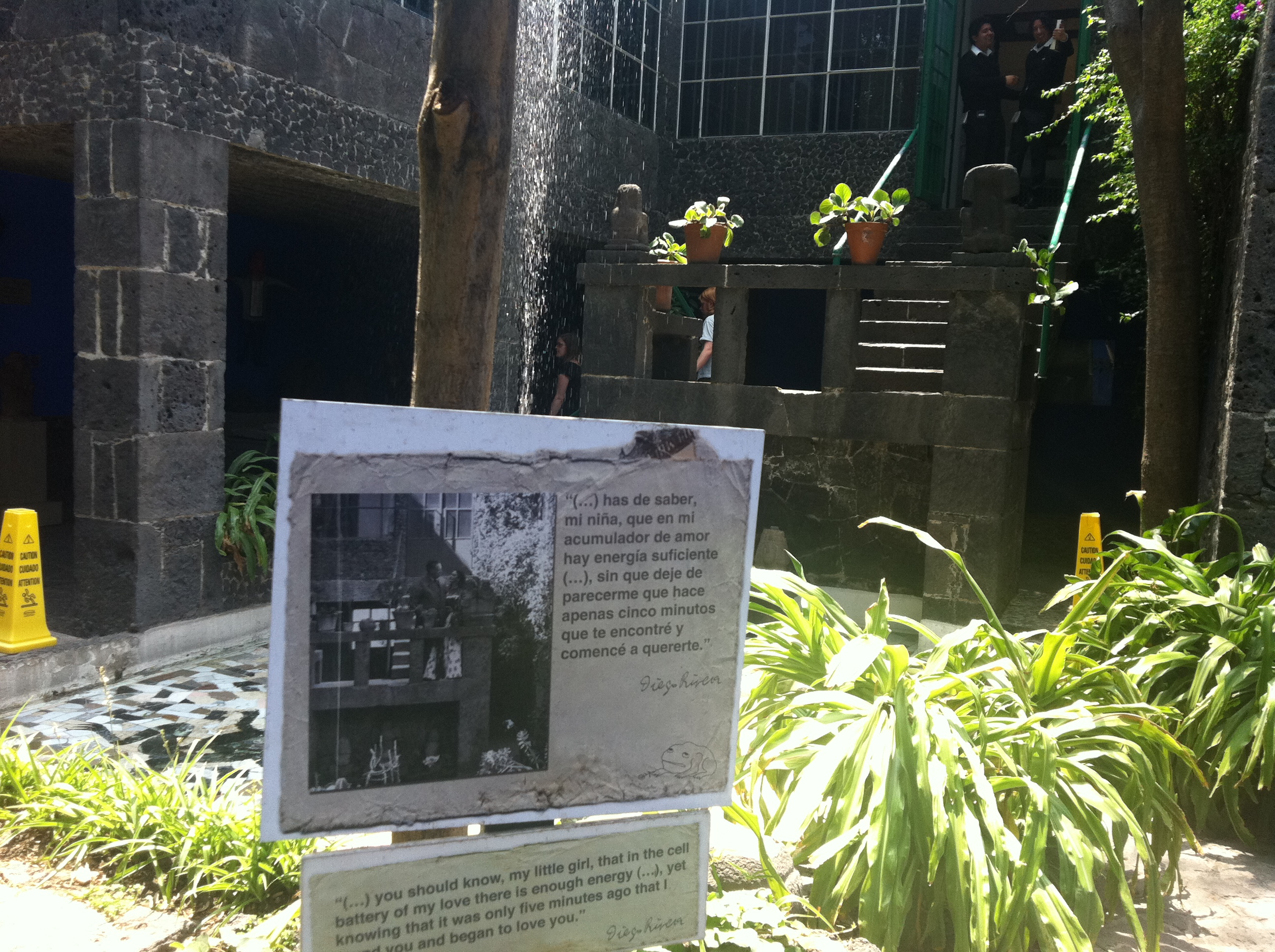
«(…) ти мусиш знати, моя дівчинко, що в моєму акумуляторі кохання досить енергії (…), мені безупинно здається, що тільки п'ять хвилин тому я знайшов тебе і почав кохати»

Фріда Кало народилася в цьому будинку 1907 року, і він був її родинним домом впродовж усього життя. Також тут вона провела останні тринадцять років життя. Фріда була дочкою Вільгельма (Ґільєрмо) Кало, який іммігрував з Європи в Мексику, і корінної мексиканки Матильди Кальдерон-і-Гонсалес. У цьому будинку Фріда провела дитинство. Вона заявила, що під час Мексиканської революції її мати відкрила вікна цього будинку, щоб пожертвувати запаси армії Сапата, коли вона була в цьому районі в 1913 році. В цьому будинку вона також провела багато часу одужуючи, спочатку 1918 року, коли захворіла на поліомієліт, наслідком якого стало те, що в неї одна нога була коротша за іншу. Коли Фріді було 18 років, внаслідок аварії тролейбусу вона зазнала важких травм. Близько двох років вона була прикутою до ліжка, у гіпсі та ортопедичних пристосуваннях. Саме тоді почала малювати, щоб якось відволіктись. Одна з робіт того часу зображує Фріду на пристосуванні для розтягування, її тіло перев'язане і лежить біля будинку. Фріда познайомилася з Дієґо Ріверою, коли він малював фрески в будівлі Головного штабу Секретаріату народної освіти і запросила його до Каса Асуль, щоб він подивився на її роботу. Незабаром Рівера став постійним гостем у будинку. Інші відомі митці приєднались до них, і будинок став одним із місць для зустрічей в цій околиці. Після одруження з Ріверою Фріда переїхала з будинку свого дитинства у квартиру на Пасео де ля Реформа, але Рівера виплатив сімейну іпотеку за Каса Асуль. Більшу частину 1930-х років Фріда жила в інших місцях Мехіко чи за кордоном, але часто відвідувала свою родину в цьому домі, і це зображено на картині 1936 року «Мій дідусь, бабуся, мої батьки і я» (ісп. Mis abuelos, mis padres y yo), яку також називають «Генеалогічне дерево» (ісп. Arbol genealógico).
.

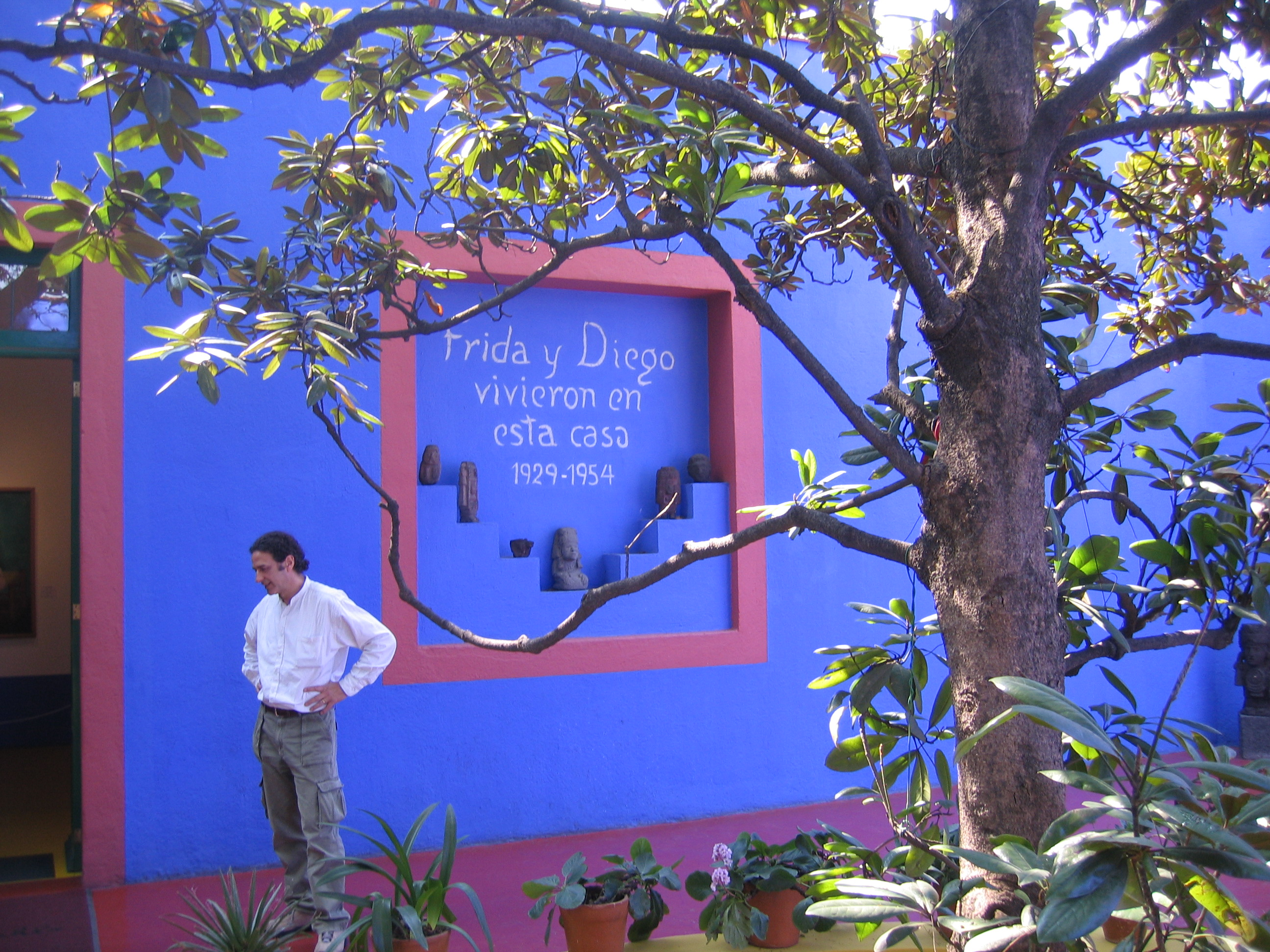
Напис на стіні: «Фріда та Дієґо жили в цьому будинку — 1929—1954»

Завдяки сприянню Кало та Рівери, росіянин Лев Троцький отримав притулок у Мексиці. На початку січня 1937 року Троцького з дружиною Наталією Сєдовою спочатку поселили у Ля-Каса-Асуль. Вікна, що виходили на вулицю, заклали цеглою для безпеки Троцького, оскільки Сталін виніс йому смертний вирок. Між цим будинком і сусіднім також побудували високу стіну. З січня 1937 до квітня 1939-го року Троцький жив і працював тут, писав трактати, як-от «Su moral y la nuestra» та свої постійні політичні статті. Це часто спричиняло проблеми з безпекою в околиці через ворожість політичних ворогів Троцького. Впродовж усього цього часу будинок і далі залишався місцем зустрічей інтелектуалів, особливо тих, хто був пов'язаний з комунізмом. У квітні 1939 року Троцький та Сєдова покинули Блакитний будинок після того, як Троцький посварився з Ріверою через ідеологію та критику Рівери щодо творів Троцького, подружжя переїхало до сусіднього будинку на вулиці В'єни.
.

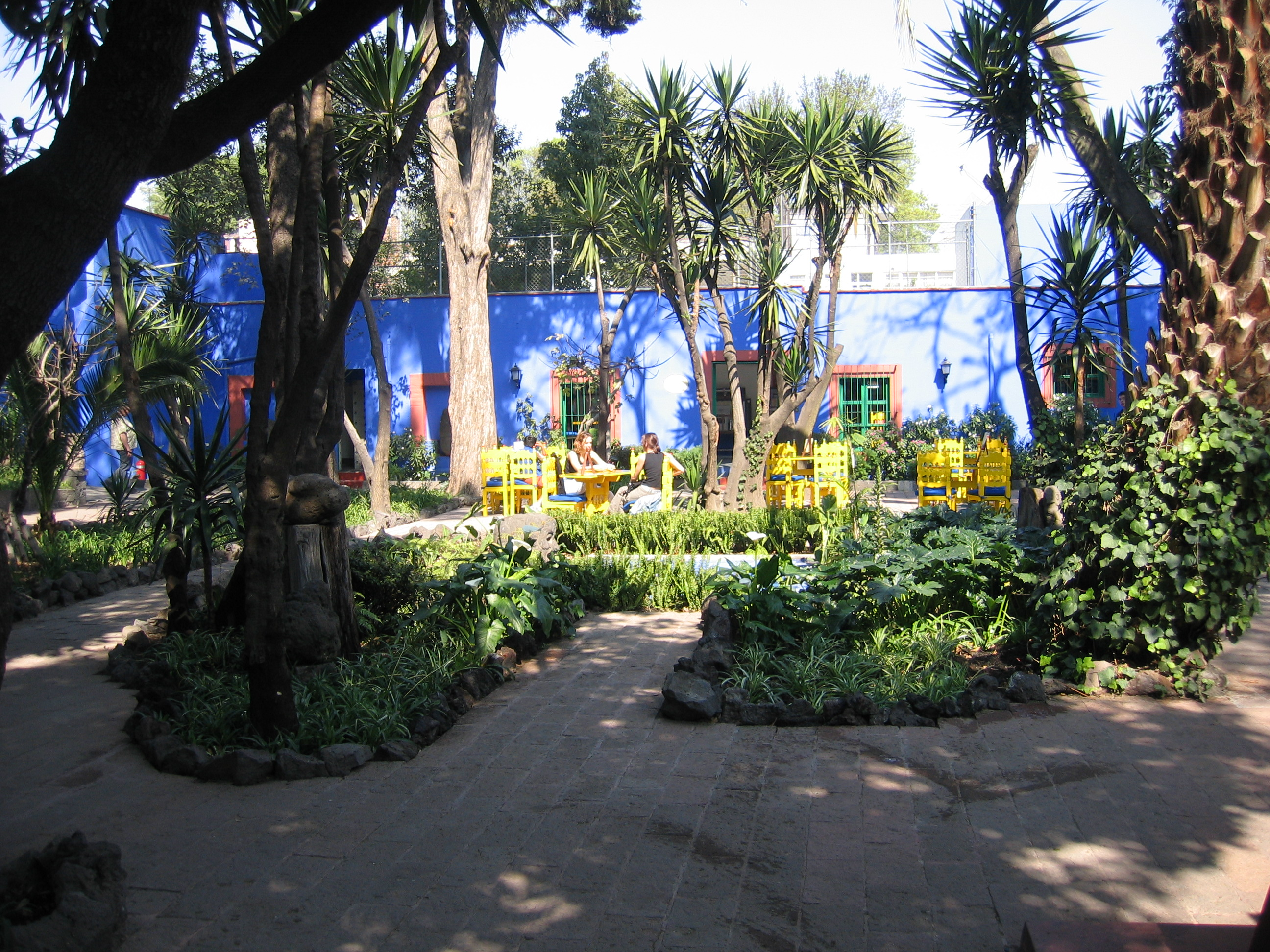
Сад у дворі Ля-Каса-Асуль — Музею Фріди Кало в Мехіко

Рівера та Кало розлучилися в листопаді 1939 року. Однак пара не розірвала всіх контактів, і вони знову одружилися у грудні 1940 року. 1941 року, перед смертю батька Фріди, Рівера переїхав у будинок, хоча залишив ще один будинок у Сан-Анхелі. За цей час Рівера побудував крило, яке виходить на вулицю Лондрес і повністю закриває двір. Цю секцію збудували з місцевої вулканічної породи з встановленими в неї керамічними вазами. Збудували терасу на даху, прикрашену морськими черепашками та дзеркалом. Сюди перенесли студію і спальню Фріди. Щоб відокремити нове від старого, кам'яна стіна розділяє зону патіо на дві частини, перед якими — фонтан, східчаста піраміда, дзеркальний басейн і місце для археологічної колекції подружжя. Зовнішній вигляд також змінили з оригінального французького стилю на той, який є зараз. Роботи з реконструкції будинку провів Хуан О'Ґорман 1946 року. В цьому домі, тепер спільному помешканні, подружжя і далі приймало видатних гостей як з Мексики, так і з-за кордону, серед яких Фріц Генле, Конча Мішель, Долорес дель Ріо, Марія Фелекс, Луча Реєс і Чавела Варґас.

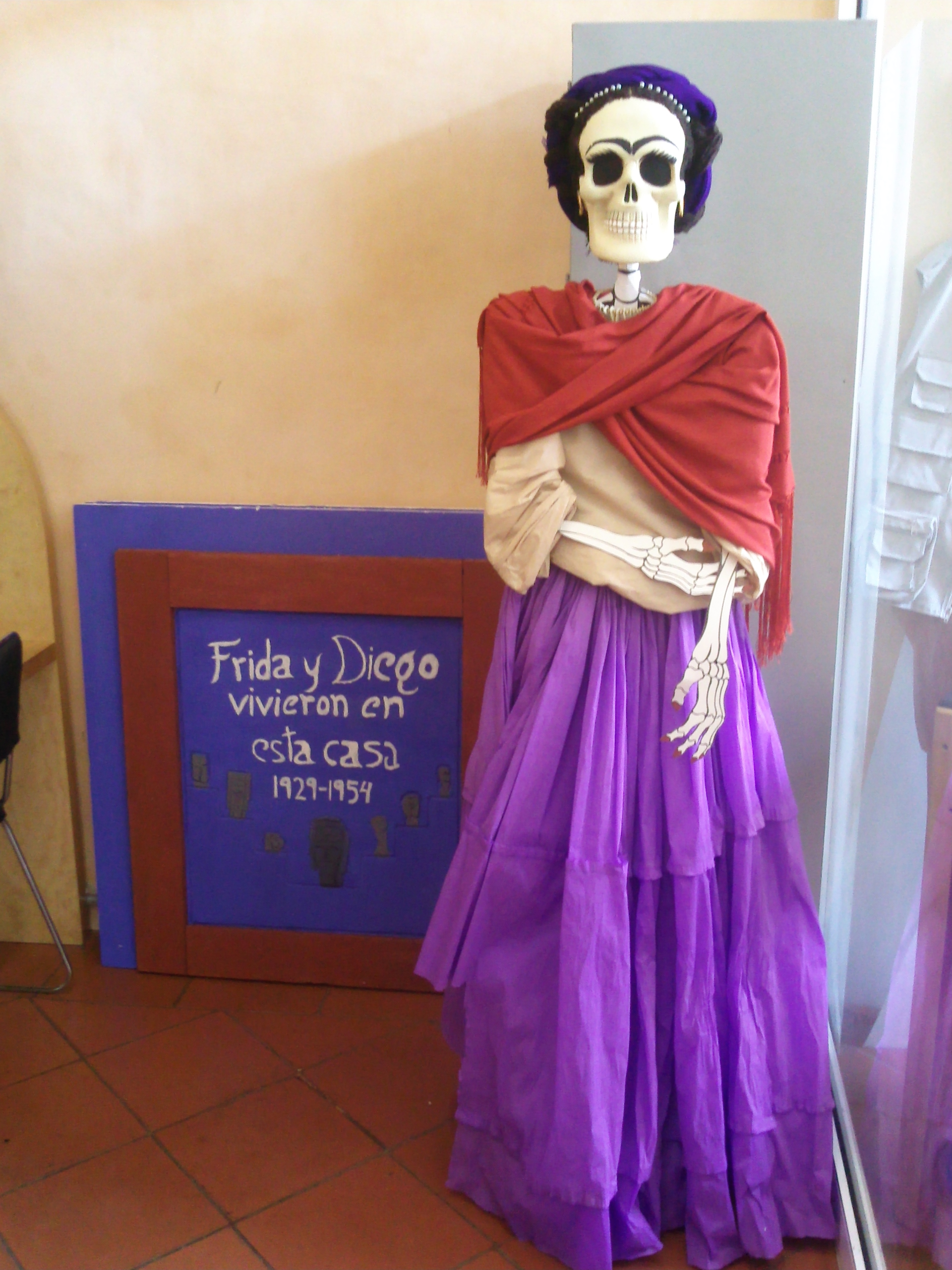
Образ Фріди на День мертвих у музеї

1943 року Фріда почала викладати у Escuela de Pintura y Escultura de La Esmeralda, але її фізичний стан, здебільшого, вимагав проводити заняття вдома. Зрештою, цих учнів було лише четверо і їх називали «фріденята» (ісп. Los fridos): Фанні Рабель, Ґільєрмо Монро, Артуро «Ель-Ґюеро» Естрада та Артуро Ґарсія Бустос. Здебільшого, вони працювали і навчалися у внутрішньому дворику. Починаючи з 1945 року, Фріда знову була прикута до ліжка в будинку. Відтоді і до 1947 року вона намалювала такі роботи: «Квітка життя» (ісп. Flor de la vida), 1945 та «Сонце життя» (ісп. El sol de la vida), 1947.
Фріда померла на другому поверсі будинку 13 липня 1954 року у віці 47 років. Нічне пильнування біля її тіла провели тут перш, ніж тіло забрали до Палацу образотворчих мистецтв, а тоді кремували. Через чотири роки після її смерті, 1958 року, Рівера подарував будинок народу Мексики і створив фонд для його збереження. Будинок перетворили у музей, присвячений життю та творчості Фріди Кало. Першим директором музею був Карлос Пельїсер, який мав доручення зберігати будинок таким, яким він був.
Багато років музей був не зовсім зрозумілим, оскільки до 1990-х років за межами мистецького світу про Фріду Кало знали мало. У 1980-х роках рух Neomexicanismo популяризував мисткиню та її роботу. Відтоді вона стала культовою іконою, її зображення з'являються на багатьох предметах поп-культури, і багато її творів зараз дорого коштують. 2006 року картина Фріди Кало «Коріння», 1943, своєю вартістю у $5,6 млн встановила рекорд аукціону за роботу латино-американського митця. Популярність Фріди вплинула на її музей. На початку 1990-х він на деякий час закрився, тоді знову відкрився 1993 року, з магазином сувенірів і кафе. Сьогодні музей є найбільш відвідуваним у Койоакані та одним із найбільш відвідуваних у Мехіко.
У 2009 та 2010 роках провели реставраційні роботи будівлі та деякого її вмісту. Роботу частково проспонсорував уряд Німеччини, який для цього пожертвував 60 тис. євро, а частково сам музей, що виділив мільйон песо. Зусилля зосередили щоб придбати меблі для демонстрації і збереження, іншого обладнання, робіт на даху та реставрації предметів колекції. Реставрують більшість картин колекції, зокрема: «Хай живе життя» (ісп. Viva la vida), «Марксизм подарує здоров'я хворим» (ісп. El marxismo dará salud a los enfermos), «Фріда і кесарів розтин» (ісп. Frida y la cesárea), «Натюрморт з папугою та прапором» (ісп. Naturaleza muerta con bandera), «Портрет Марти Просель» (ісп. Retrato de Marta Procel), «Портрет моєї сім'ї» (ісп. Retrato de mi familia), «Портрет мого батька Вільгельма Кало» (ісп. Retrato de mi padre Wilhelm Kahlo) та «Цегляні печі» (ісп. Los hornos de ladrillos), а також «Ущелина» (ісп. La quebrada) і «Міський пейзаж» (ісп. Paisaje urbano) Рівери, "" (ісп. Retrato del niño Don Antonio Villaseñor) і «Портрет мертого хлопчика» (ісп. Retrato de niño muerto) невідомого автора, «Композиція» (ісп. Composición) Вольфґанґа Паалена, і «Портрет Дієґо Рівери» (ісп. Retrato de Diego Rivera) Леопольда Ґоттліба, а також архів із 6500 світлин Кало, Рівери з друзями, сім'єю та колегами, зроблені Ніколасом Мюреєм, Мартіном Мунккачі, Фріцом Генле і Жизель Фройнд. Робота зі збереження творів охоплює лише близько 35 відсотків усієї колекції.